# Qendër Piskovë
Qendër Piskovë is een plaats en voormalige gemeente in de stad (bashkia) Përmet in de prefectuur Gjirokastër in Albanië. Sinds de gemeentelijke herindeling van 2015 doet Qendër Piskovë dienst als deelgemeente en is het een bestuurseenheid zonder verdere bestuurlijke bevoegdheden. De plaats telde bij de census van 2011 1742 inwoners.

## Bevolking
In de volkstelling van 2011 telde de (voormalige) gemeente Qendër Piskovë 1.742 inwoners, een daling vergeleken met 2.784 inwoners op 1 april 2001. De bevolking bestond voor het merendeel uit etnische Albanezen (1.543 personen; 88,58%), gevolgd door een relatief grote minderheid van Aroemenen (120 personen; 6,87%) en een klein aantal Grieken (9 personen; 0,52%).
Van de 1.742 inwoners in 2011 waren er 267 tussen de 0 en 14 jaar oud (15,3%), 1.183 inwoners waren tussen de 15 en 64 jaar oud (67,9%) en 292 inwoners waren 65 jaar of ouder (16,8%).

### Religie
De grootste religie in Qendër Piskovë was de islam (52,6%): 30,2% van de bevolking was bektashi en 22,4% was soennitisch moslim. Ongeveer 23,5% van de bevolking de aanhanger van de Albanees-Orthodoxe Kerk.
| Plaats         | Bevolking (2011) | Islam (%)    | Katholiek (%) | Orthodox (%) | Bektashisme (%) |
| -------------- | ---------------- | ------------ | ------------- | ------------ | --------------- |
| Qendër Piskovë | 1.742            | 390 (22,39%) | 7 (0,40%)     | 409 (23,48%) | 526 (30,20%)    |